# Dijamanti, brilijanti
Dijamanti, brilijanti är Marta Savićs sjunde studioalbum. Låten med samma namn har blivit en hit i Serbien och på samlingsskivorna. Det gavs ut på Grand Production, år 2000.

## Låtlista
1. Dijamanti, brilijanti (Diamanter, briljanter)
2. Zar si kukavica (Är du en ynkrygg?)
3. Svakom svoje (Till var och en sin egen)
4. Više nisi moj (Du är inte min)
5. Nema zlata (Det finns inget guld)
6. Rano moja (Tidigt i min)
7. Anđele (Änglar)
8. Suze su za žene (Tårar för kvinnor)
9. Armija (Armé)